# Seth Stammler
Seth Matthew Stammler (Columbus, 29 settembre 1981) è un ex calciatore statunitense, di ruolo difensore.